# Jonas Thümmler
Pour les articles homonymes, voir Thümmler.
 Jonas Thümmler est un handballeur allemand né le 21 août 1993. Il évolue au poste de pivot au Füchse Berlin.

## Carrière
Jonas Thümmler a commencé le handball en 1998 dans le club du SC Eintracht Berlin. Puis en 2009, il est parti jouer dans le club du Füchse Berlin, Jonas joua pour la première fois avec l'équipe première le 11 décembre 2011, face au club du TV Großwallstadt, un match de championnat. Mais par la suite, Jonas joua avec la réserve en 3.Liga.
De 2012 à 2013, il est prêté dans le club du  VfL Bad Schwartau, jouant en 2.Bundesliga.
Enfin en 2014, il revient au Füchse et remporte avec elle la Coupe d'Allemagne en 2014.

## Palmarès

### En club
Compétitions nationales
- Coupe d'Allemagne (1): 2014